# 小行星1168
小行星1168（1168 Brandia）是一颗围绕太阳公转的小行星。1930年8月25日，歐仁·約瑟夫·德爾波特在于克勒发现了此天体。
該小行星以比利時數學家歐仁·布蘭德（Eugène Brand）命名。
这颗小行星的绝对星等为123.15994等。